# Fotö
Fotö är en ö och tätort i Öckerö kommun i Göteborgs norra skärgård. 
På ön växer idegranen, lokalt benämnd barlind. På östra sidan av Fotö finns en badplats, och sydsidan hyser en skyddad hamn. Från öns högre delar kan Vinga ses vid klar väderlek. 

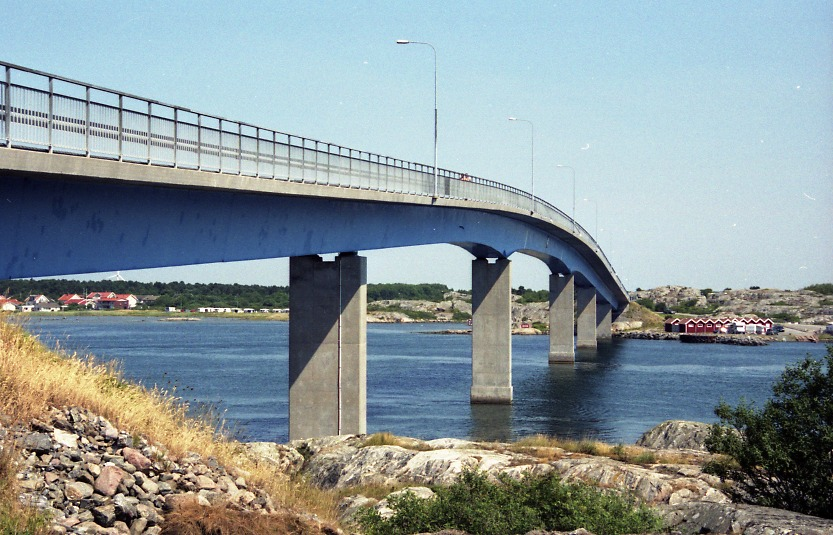
Fotöbron går från Fotö via Söö till Hönö, i bakgrunden

## Befolkningsutveckling
Den tidigast kända, permanenta bosättningen på Foto härrör sig från 1600-talet. En Lars Pedersson (1635-1695) var då gift med en kvinna som hette Berta. De hade fyra barn. Troligen fanns boplatsen i närheten av den nuvarande "gamla hamnen." 
År 1880 uppgick befolkningen till 98 invånare, år 1900 till 166, år 1920 till 221 och år 1940 till 243. Bostadsbyggandet växte från den gamla hamnen mot nordost, främst marken i dalgångarna. Så var det fram till början av 1960-talet. Genom att en väg anlades till bryggan vid Annasten - mitt emot Hönö Klova - utvecklades byggandet kraftigt. Den nya fiskehamnen på Söö-holmen samt färjeförbindelsen, kom också till på 1960-talet. Samtidigt drogs det en väg över berget, vilket skapade en helt ny bostadsbebyggelse. På 1980-talet expanderade bebyggelsen till området söder om Söö-sundet.
| Befolkningsutvecklingen i Fotö 1960–2020 | Befolkningsutvecklingen i Fotö 1960–2020 | Befolkningsutvecklingen i Fotö 1960–2020 | Befolkningsutvecklingen i Fotö 1960–2020 | Befolkningsutvecklingen i Fotö 1960–2020 |
| ---------------------------------------- | ---------------------------------------- | ---------------------------------------- | ---------------------------------------- | ---------------------------------------- |
|                                          |                                          |                                          |                                          |                                          |
| År                                       |                                          |                                          | Folkmängd                                | Areal (ha)                               |
| 1960                                     | 1960                                     |                                          | 368                                      |                                          |
| 1965                                     | 1965                                     |                                          | 374                                      |                                          |
| 1970                                     | 1970                                     |                                          | 380                                      |                                          |
| 1975                                     | 1975                                     |                                          | 411                                      |                                          |
| 1980                                     | 1980                                     |                                          | 450                                      |                                          |
| 1990                                     | 1990                                     |                                          | 494                                      | 35                                       |
| 1995                                     | 1995                                     |                                          | 504                                      | 35                                       |
| 2000                                     | 2000                                     |                                          | 529                                      | 35                                       |
| 2005                                     | 2005                                     |                                          | 618                                      | 35                                       |
| 2010                                     | 2010                                     |                                          | 620                                      | 35                                       |
| 2015                                     | 2015                                     |                                          | 630                                      | 43                                       |
| 2020                                     | 2020                                     |                                          | 621                                      | 43                                       |
|                                          |                                          |                                          |                                          |                                          |

## Kommunikationer
Fotö har broförbindelse till Hönö genom Fotöbron, som invigdes 1993.
Även bussar går från Fotö till färjeläget vid Hönö Pinan, som i sin tur är förbundet med Hisingen genom en tätt trafikerad bilfärjeled.

## Sevärdheter
Ödekyrkogården på ön Klätten är en begravningsplats från 1500-talet. På platsen begravdes sjömän, som förts iland för att gravsättas. Klätten låg längs en av Nordeuropas viktigaste handelsleder och Klätthamnen var en ankarplats för avtagsleden in mot Göteborg.
På Söö norr om Fotö finns flera tomtningar från tidig medeltid eller högmedeltid, vilka användes av fiskare under många generationer. Genomförda arkeologiska undersökningar gav ganska få fynd, men bland fynden fanns flinta, brända däggdjursben, järnfragment och ett knivblad av järn.
Fotös gamla hamn är en veckar plats för turister att promenera kring och i Fotös nya hamn kan man spana på öns fiskeflotta.

## Fotö i TV
Under sommaren 2010 spelade SVT in sin 12 avsnitt långa serie Svaleskär på ön.